# Висвайлер
Висвайлер (нем. Wiesweiler) — община в Германии, в земле Рейнланд-Пфальц. 
Входит в состав района Кузель. Подчиняется управлению Лаутереккен.  Население составляет 422 человека (на 31 декабря 2010 года). Занимает площадь 3,33 км².